# Anita Rapp
Anita Rapp (Lillehammer, 24 luglio 1977) è un'ex calciatrice norvegese, di ruolo attaccante.
Prima del ritiro dal calcio giocato, avvenuto nel 2004, ha conquistato due titoli di campione di Norvegia con l'Asker, indossando inoltre la maglia della nazionale norvegese, disputando i Giochi della XXVII Olimpiade, vincendo la  medaglia d'oro, due campionati mondiali, nel 1999 e 2003, entrambi negli Stati Uniti d'America, e l'Europeo di Germania 2001.

## Palmarès

### Club
- Campionato norvegese: 2

Asker: 1998, 1999

### Nazionale
- Oro olimpico: 1

Sydney 2000